# 台灣環境保護聯盟
台灣環境保護聯盟（英語：Taiwan Environmental Protection Union，TEPU），全名為社團法人台灣環境保護聯盟，一般簡稱為台灣環保聯盟、環保聯盟或環盟，是台灣的環保非營利組織，於1987年11月成立於甫解嚴後的台灣，長期從事反公害運動、環境保護運動、反核運動與環境教育。該組織至2008年底共有13個分會，1987年剛創立時即有學術委員會擔任諮詢與研究工作。透過結合地方從事環保運動之草根組織、學有專精之大學教授，展開保護環境的各種活動，從地方抗爭走向專業環境政策法案立法推動及監督。

## 基本主張
1. 環境權為基本人權，不得交易或放棄；人民為維護自身之生存環境，得以反對危害環境之法令或政策，並有權決定及監督社區內之建設發展。
2. 人類乃依附自然環境而生存；自然資源的永續利用、人與自然的和諧相依乃社會、經濟、科技發展應遵循的原則，也是人類生存的保證。
3. 環境保護乃全體人類之責任，並無國界、種族、宗教及黨派之分。凡關心環境之個人或團體，均應積極主動為共同的目標團結奮鬥。[1]

## 具體行動與工作
臺灣環保聯盟主要工作有以下六點：
- 反核與能源轉型運動 - 從1988年起推動反核運動，舉辦反核遊行、靜坐、抗議、苦行等活動，促成貢寮鄉（核四廠址）、台北縣、台北市、宜蘭縣舉辦核四公民投票，凝聚民間非核共識，終使政府於2001年確立「非核家園」目標，次年將此目標寫入《環境基本法》，並於2014年封存核四，2016年起推動「非核家園」能源轉型工作。近年來持續關心福島核災善後處理、台灣核廢料處理，並推動再生能源發展，促進淨零碳排。
- 反公害與生態環境保護運動 -從1980年代末期以來，我們發起或支援多項反對污染環境、破壞生態的運動，如反杜邦、反五輕、反六輕、反七輕、反國光石化、反水泥東移、反高爾夫球場等；並發起或支援多項生態環境保護運動，如搶救森林和水資源、保護黑面琵鷺和白海豚、保護海岸濕地和特殊地景等。
- 政策研析與倡議 - 針對環境問題與相關政策、法令、措施進行研究分析，並舉辦座談會、公聽會、研討會，提出建言及推動立法。如推動「環境基本法」、「環境影響評估法」、「資源回收再利用法」、「水土保持法」、「公民投票法」、「再生能源發展條例」、「國土復育條例」、「溫室氣體減量法」等法案；推動「環境權」和「非核」條款入憲；舉辦「五輕建廠公聽會」、「民間林業政策座談會」、「垃圾處理考察」、「民間水資源會議」、「生質能研討會」、「民間產業政策與環境保護研討會」、「海岸溼地保護研討會」、「民間能源會議」、「環境電磁波研討會」等會議；進行「六輕環境影響評估報告查證與評論」、「核四再評估」等工作。近年來持續舉辦「直轄市、縣市政府永續環境施政評量」，推動總統副總統、立法委員、縣市長選舉「環保團體共同訴求」候選人認同書簽署活動，反對破壞環境的開發。
- 教育宣導與理念推廣 - 舉辦幹部營、大專學生環保營、環保講座，培育環保人材；投稿報章雜誌，主持電台節目，出版手冊和書籍，並發行臺灣環境雜誌，綠色能源電子報、台灣環境電子報，製作影片，架設網站等，進行環保知識與理念推廣。近年來持續舉辦「全國高中職、大專小水力發電設計比賽」、「氣候變遷與綠能環境教育研習」、「地區永續環境與能源管理研討會」，參與綠能產業政策之推廣。。
- 組織交流與國際參與 - 持續與國內外團體交流與合作，以擴大運動的支持範圍，並提升運動的力量。如參加「全國NGOs環境會議」、「非核亞洲論壇」。國際活動的參與及舉辦有助於吸取他國經驗、促進友誼，並提升台灣國際能見度。
- 組織發展與強化 - 1980年代風起雲湧的反公害運動催生了「環保聯盟」。1987年成立以來，我們一直秉持著「草根的、知識的、行動的」定位，結合關心台灣環境的成員，並組成各地分會、強化組織力量，持續為促進台灣的永續發展而努力，期以實踐我們對人民與土地的許諾。

## 提倡環境權入憲
台灣環保聯盟自1990年代開始即積極主張環境權入憲，其中有幾項重點：
- 1. 制定非核憲法，停止發展或使用核子武器與核能。並且非核理念更重要的意義是：反對戰爭和暴力，謀求和平與和諧。
- 2. 以台灣生態圈圍範圍制定新憲法
- 3. 環境為基本人權，應予保障
- 4. 經濟發展應以提升社會福祉及維護資源永續利用為目的
- 5. 環境及資源之利用，國民有權參與決定及監督，必要時，應以民投票決定之[2]

但這幾項建議最後均被當時的國民大會予以否決。
施信民認為，目前的憲法增修條文第10條：「經濟及科學技術發展，應與環境與生態保護兼籌並顧」僅是國家政策的宣示，並非保障人民環境權的條文，所以如果環境權入憲，就不僅僅只是「國家方針」的宣示性意義，而成為人民的基本權之一，這將使人民的環境權利和義務以及政府保障人民環境權的職責更為明確，政府的施政即會受到憲法的拘束，並且「環境權」的規定也能作為政策、法令正當化的基礎。
當時提倡環境權入憲之條文建議，是由環保團體與21世紀憲改聯盟提出的憲法版本：
- 第41條（環境權）：「國家應保障國民享有安全、健康、舒適、文明、永續之生存環境」
- 第59條（環境國原則）：「國家權力行使有保護人類世代的生存基礎及確保永續發展之環境生態的義務」「國家不發展或使用核子武器與核能發電，應採取必要之政策及措施，以達發核家園之目標」[3]

而面對不管是政府或民眾對於「環境權入憲」所提出的質疑或困惑，台灣環保聯盟亦對此一一做出回應：
台灣環保聯盟強調，環境權的行使指的是「環境為公共所擁有，任何汙染或破壞環境的行為，就是對居民共有財產的侵害。居民有權反對或排除之。」並且，環境權入憲同時揭示了人民的權利與義務，亦賦予政府保護人民環境的權力和責任；環境權入憲確立環境權為基本人權，因此具有必要性。
環境權與憲法第15條生存權的差異在於，環境權比生存權涵蓋的範圍更廣泛，不只是基本溫飽，而是讓人民活得有尊嚴，並保障後代子孫能夠持續享有足夠的生存資源和良好的生存環境。

## 歷屆會長
- 施信民 (1987-1989，創會會長及第2任)
- 林碧堯 (1989-1990，第3任)
- 鄭先佑 (1990-1991，第4任)
- 劉志成 (1991-1993，第5-6任)
- 張國龍 (1993-1994，第7任，前行政院環境保護署署長)
- 高成炎 (1994-1996，第8-9任，綠黨創黨共同召集人)
- 楊文衡 (1996-1997，第10任)
- 王塗發 (1997-2000，第11-12任，前立法委員)
- 施信民 (2000-2002，第13-14任)
- 楊肇岳 (2002-2003，第15任)
- 郭金泉 (2003-2004，第16任)
- 陳椒華 (2004-2006，第17-18任，時代力量前黨主席、前立法委員)
- 徐光蓉 (2006-2008，第19任，媽媽氣候行動聯盟前理事長)
- 王俊秀 (2008-2012，第20-21任)
- 林文印 (2012-2014，第22任)
- 劉俊秀 (2014-2018，第23-24任)
- 劉志堅 (2018-2022，第25-26任)
- 葉國樑 (2022-2024，第27任)
- 謝志誠 (2024-2026，第28任)

## 各地環保聯盟

### 北部
- 總會
- 北海岸分會
- 東北角分會
- 宜蘭縣環境保護聯盟
- 桃園縣環境保護協會 （页面存档备份，存于）

### 中部
- 彰化縣環境保護聯盟 （页面存档备份，存于）
- 雲林分會

### 南部
- 台南市環境保護聯盟 （页面存档备份，存于）
- 高雄分會
- 屏東縣環境保護聯盟 （页面存档备份，存于）

### 東部
- 花蓮分會
- 台東分會

### 離島
- 澎湖分會